# Ołeksandr Osecki

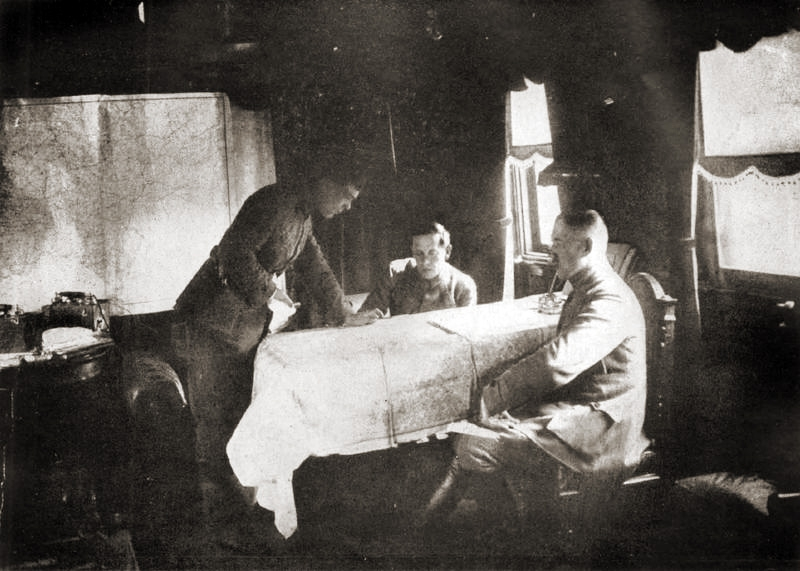
Symon Petlura i Ołeksandr Osecki w wagonie sztabowym 1919

Ołeksandr Wiktorowycz Osecki, ukr. Олександр Вікторович Осецький (ur. 12 lipca?/24 lipca 1873 w Krzemieńcu, zm. 26 lutego 1936 w Paryżu) – ukraiński wojskowy, generał major Armii Imperium Rosyjskiego, generał chorąży armii Ukraińskiej Republiki Ludowej.

## Życiorys
W 1892 r. ukończył korpus kadetów w Połocku, zaś w 1894 r. Pawłowską Szkołę Wojenną. Służył w 59 Lubelskim Pułku Piechoty w Odessie. W 1900 r. ukończył Nikołajewską Akademię Sztabu Generalnego, po czym został młodszym adiutantem w sztabie 15 Dywizji Piechoty. Od marca 1902 r. był młodszym oficerem 6 Finlandzkiego Pułku Strzeleckiego. W maju tego roku objął funkcję adiutanta w komendanturze oficerskiej szkoły strzeleckiej. W 1903 r. ukończył studia w instytucie archeologicznym w Sankt Petersburgu. Od 1907 r. dowodził kompanią Lejbgwardyjskiego Pułku Preobrażenskiego. W 1909 r. awansował do stopnia kapitana. W 1912 r. ukończył oficerską szkołę strzelecką, po czym został w niej instruktorem.
Brał udział w I wojnie światowej. Od 1914 r. w stopniu podpułkownika służył w 6 Taurydzkim Pułku Grenadierów. Tymczasowo dowodził nim. W listopadzie tego roku mianowano go pułkownikiem. Objął dowodzenie 3 Pernowskiego Pułku Grenadierów. Dwukrotnie był ranny. W lutym 1917 r. został dowódcą brygady w 31 Dywizji Piechoty, zaś w maju tego roku brygady 2 Dywizji Grenadierów. Awansował na generała majora. W listopadzie przybył do Kijowa, gdzie miał objąć dowodzenie 4 Dywizji Ukraińskiej. Nie przyjął jednak tej funkcji, pozostając w rezerwie oficerskiej Ministerstwa Wojny.
Po zajęciu Kijowa przez wojska bolszewickie wstąpił do Hajdamackiego Kosza Słobodzkiej Ukrainy. Od lutego 1918 był szefem sztabu generalnego. W kwietniu tego roku objął dowodzenie Połtawskiego Korpusu Armijnego, zaś w czerwcu tego roku Korpusu Ochrony Kolejowej. Sformował w jego składzie pułk rezerwowy, do którego weszli oficerowie i żołnierze krytycznie nastawieni do hetmana Pawło Skoropadskiego. Utworzył też niewielkie oddziały wojskowe w najważniejszych węzłach kolejowych. Pod koniec 1918 był jednym z pierwszych dowódców, którzy wsparli powstanie antyhetmańskie Symona Petlury. Faktycznie sformował wojskowy sztab powstańców. Następnie otrzymał tytuł atamana nakaźnego, zostając szefem sztabu generalnego wojsk ukraińskich. Od stycznia 1919 był zastępcą ministra wojny Ukraińskiej Republiki Ludowej. Jednocześnie pełnił funkcję głównego inspektora Armii Czynnej Ukraińskiej Republiki Ludowej. Od kwietnia tego roku dowodził Grupą Chełmską. Opowiadał się za zawarciem rozejmu z bolszewikami i skoncentrowaniu wszystkich wojsk przeciwko Polakom. W lipcu miał zostać wysłany do Włoch jako przedstawiciel wojskowy URL, ale ostatecznie pozostał w Kamieńcu Podolskim. W grudniu ewakuował się na ziemie zajęte przez Wojsko Polskie. W kwietniu 1920 wysłano go do Polski jako przedstawiciela przewodniczącego Dyrektoriatu Symona Petlury przy Naczelniku Państwa Józefie Piłsudskim. Na emigracji mieszkał krótko w Polsce, potem przeniósł się do Belgii, zaś w 1923 r. przybył do Francji.
Odznaczony Orderem Świętego Stanisława II klasy, Szablą Świętego Jerzego, Orderem Świętej Anny II klasy, Orderem Świętego Włodzimierza IV klasy z mieczami i wstęgą, mieczami do Orderu św. Anny, Orderem Świętego Włodzimierza III klasy z mieczami.